# Megasolena estrix
Megasolena estrix är en plattmaskart. Megasolena estrix ingår i släktet Megasolena och familjen Haploporidae. Inga underarter finns listade i Catalogue of Life.